# Pentidotea wosnesenskii
Pentidotea wosnesenskii is een pissebed uit de familie Idoteidae. De wetenschappelijke naam van de soort is voor het eerst geldig gepubliceerd in 1851 door Brandt.